# Notitia Urbis Constantinopolitanae
Notitia Urbis Constantinopolitanae, starodaven seznam spomenikov, javnih zgradb in javnih uslužbencev v Konstantinoplu od leta 425 do 440. let med vladanjem cesarja Teodozija II.. Seznam zajema štirinajst okrožij, na katera je bilo razdeljeno mesto, in med javnimi zgradbami našteva forume, gledališča, cerkve, palače, kopališča in ribnike. Omenja tudi število hiš (domus), četudi natančen pomen izraza ni povsem jasen. Na koncu je seznam javnih uslužbencev v vsakem okrožju, med katere spadajo kuratorji, načelniki društev (collegia) in načelniki okrožij (vicomagistri).
Notitia Urbis je bila napisana verjetno med letoma 447 in 450 in zajema stare uradne vire. Čeprav seznam ni vedno povsem razumljiv, daje vpogled v videz in organizacijo mesta pred Justinijanovimi gradbenimi posegi. 
Latinsko besedilo Notitia Urbis Constantinopolitanae je leta 1876 objavil Otto Seeck kot prilogo k svoji izdaji Notitiae Dignitatum.